# Stenocephalemys albipes
Stenocephalemys albipes — вид гризунів родини мишевих (Muridae). Мешкає в Ефіопії та Еритреї. Його природними середовищами існування є тропічні вологі гірські ліси та тропічні високогірні чагарники.

## Опис
Це вид середнього розміру, вагою близько 60 г, із середньою довжиною голови й тулуба 132 мм і хвоста 162 мм. Вуха великі, закруглені і маловолосі. Спинне хутро довге, гладке та блискуче, піщано-коричневе та трохи темніше коричневе вздовж хребта. Окремі волоски мають сіру основу та піщано-коричневі стрижні. Нижня частина різко відмежована від верхньої частини та блідо-сіра, окремі волоски мають більш темно-сіру основу. Кінцівки короткі та коричнево-сірі, лапи мають білі волоски на верхній поверхні, за винятком темної позначки над плесновими кістками на задніх лапах. Хвіст двоколірний і здається голим, темний зверху і блідий знизу.

## Поширення й середовище проживання
Stenocephalemys albipes є ендеміком Ефіопського нагір'я, де вона зустрічається по обидві сторони Великої рифтової долини, з окремою меншою популяцією в горах у північній частині країни, де вона була детально вивчена в районі Degua Tembien. Середовищем його проживання є переважно гірські ліси та чагарники, але він також мешкає на грубих луках і пасовищах на висоті приблизно від 800 до 3300 метрів.

## Екологія
Цей вид веде нічний спосіб життя і в основному наземний, хоча він також пересувається в кущах. Його дієта в основному складається з рослинної їжі, включаючи ягоди сливи, оливи, плоди ялівцю, абіссінської троянди та Rubus spp., а також зелене листя. Розмноження відбувається в будь-який час року, але пік припадає на вологий сезон, з вересня по листопад. Середній розмір виводку — чотири. Вагітність триває 23 дні, а відлучення відбувається на 24–29 день. Довголіття дорослих особин може становити менше одного року, а розмір популяції може контролюватися хижаками, такими як сови.

## Статус
Stenocephalemys albipes, ймовірно, найпоширеніший гризун у горах Ефіопії вище 1500 м, і особливо поширений на висоті 2900 м. Має широкий ареал і велику загальну популяцію. Особливих загроз виявлено не було, тому Міжнародний союз охорони природи оцінив його природоохоронний статус як «найменше занепокоєний».